# 推理作家
推理作家是指主要創作推理小說的小說家，但是也些小說家也會創作科幻小說或怪奇小説。

## 人物
- 北川歩實
- 北村薫
- 鯨統一郎
- 坂木司
- 殊能将之
- 舞城王太郎
- 南園律
- 加田伶太郎
- 嵯峨島昭
- 鷹見緋沙子
- 田島莉茉子
- 艾勒里·昆恩
- 岡嶋二人
- 东野圭吾

## 團體
- 日本推理作家協會（1947年〜）
- 本格推理作家俱樂部（2000年〜）
- 台灣推理作家協會（2001年〜）
- 韓国推理作家協會（1983年〜）
- 美國偵探作家俱樂部（MWA, Mystery Writers of America、1945年〜）
- 美國私立偵探作家俱樂部（PWA, Private Eye Writers of America、1981年〜）
- 英国推理作家協會（CWA, The Crime Writers' Association、1953年〜）
- 偵探俱樂部（The Detection Club）
- 犯罪推理作家協會（CWAA, the Crime Writers Association of Australia、1996年〜）
- 加拿大推理作家協會（CWC, Crime Writers of Canada、1982年〜）

## 外部連結
- 日本推理作家協会 （页面存档备份，存于）
- 本格ミステリ作家クラブ （页面存档备份，存于）